# Josh Davis (basket-ball)
Pour les articles homonymes, voir Josh Davis.
Josh Davis, né le 10 août 1980 à Salem, dans l'Oregon, est un joueur américain de basket-ball. Il évolue au poste d'ailier fort.